# Johann Ludwig Conradi
Johann Ludwig Conradi (* 27. September 1730 in Marburg; † 19. Februar 1785 ebenda) war ein deutscher Jurist.

## Leben
Johann Ludwig Conradi wurde am 27. September 1730 in Marburg (es wird mitunter auch die Falschangabe 27. Dezember 1731 angegeben) als Sohn eines praktischen Arztes geboren und studierte seit 1745 an der Universität Marburg die Rechte, nebenbei Geschichte und Philosophie. 1753 wechselte er zur Universität Leipzig, wo er im Folgejahr der Philosophie Magister wurde. Im Jahr 1756 setzte man ihn als Kollegiat des Fürstenkollegiums ein und promovierte ihn auch zum Doktor beider Rechte. Die Professur des Rechtsaltertums übernahm Conradi an der gleichen Universität 1763. Kurz darauf zog er wieder nach Marburg und wurde an dortiger Universität 1765 außerordentlicher und 1774 ordentlicher Professor der Rechtswissenschaften. In den akademischen Senat nahm man ihn 1775 auf. Am 19. Februar 1785 verstarb Conradi in Marburg. Er hinterließ den Arzt Johann Wilhelm Heinrich Conradi.

## Werke
- Opuscula e iure civili (zwei Bände; 1777/1778)
- Observationes iuris civilis (1782)